# 瓦卡國家公園
瓦卡國家公園（法語：Parc national de Waka）是非洲國家加蓬的國家公園，位於該國中部，佔地1,060平方公里，覆蓋面積超過1,000平方公里的熱帶雨林，成立於2002年，其著名景觀是沿著斷層線的裂谷。

## 外部連結
- Wildlife Conservation Society
- Gabon National Parks[永久]